# Kalypta nejmenší
Kalypta nejmenší (Mellisuga helenae) je maličký druh kolibříka. Jedná se o nejmenší žijící ptačí druh na světě. Mezinárodní svaz ochrany přírody hodnotí druh jako téměř ohrožený, nebezpečí představuje ztráta biotopu. Je uveden na druhé příloze úmluvy CITES.

## Popis

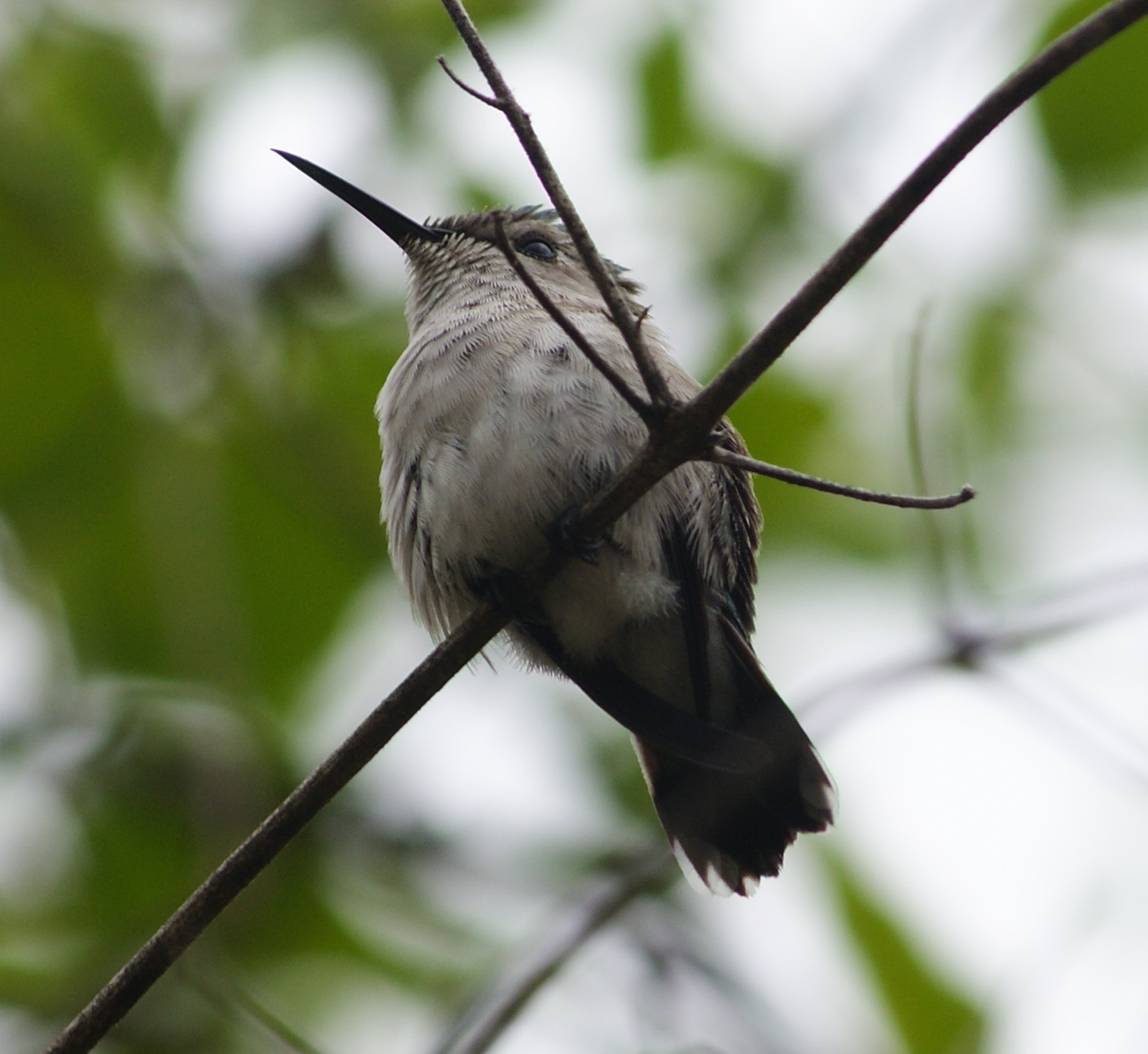
samička

Samičky kalypty nejmenší dorůstají průměrné délky 6,12 cm a váží 2,6 gramů, samečci dorůstají dokonce jen 5,51 cm a váží kolem 1,95 g. Průměrné rozpětí křídel je 3,25 cm. to činí z tohoto druhu kolibříka nejmenšího známého ptáka současného světa. Jedná se tedy zároveň i o nejmenšího známého dinosaura, protože ptáci jsou dnes do této vývojové skupiny (maniraptorní teropodi) rovněž řazeni.
Dříve bylo předpokládáno, že domnělý prapták druhu Oculudentavis khaungraae, žijící v době před 99 miliony let (raná svrchní křída) na území současného Myanmaru dosahoval zřejmě podobných rozměrů, jeho lebka měří na délku pouze 14 mm a celková délka těla i s ocasní částí páteře nepřesahovala asi 9 cm. Podle novějších výzkumů se ale jedná o malého ještěra a nikoliv o ptáka.
Obě pohlaví mají zelenavý hřbet a světlou spodinu těla, dospělí samci jsou navíc nápadní svým jasně červeným opeřením na hrdélku a temeni. Mláďata jsou zbarvená jako samičky, jen méně výrazná. Zobák je rovný a v porovnání s jinými kolibříky poměrně krátký.

## Výskyt
Vyskytuje se na Kubě a na ostrově Isla de la Juventud, pozorováni byli též na sousedních ostrovech Jamajka a Haiti.

## Ekologie
Podobně jako ostatní kolibříci je i kalypta nejmenší velmi dobrý letec, který se živí rostlinným nektarem. Létací svaly tvoří 22–34 % hmotnosti jejich těla a stejně jako další kolibříci mohou křídly v ramenních kloubech otáčet až o 180 stupňů.
Jsou schopni navštívit až 1500 květů v jednom dni, hrají tak velmi významnou úlohu při opylování. Některé druhy, jako např. Hamelia patens, dokonce přizpůsobily tvar svých květů tak, aby se k jejich nektaru mohly dostat pouze kalypty nejmenší.
Kalypty nejmenší hnízdí na konci období dešťů a začátku období sucha, tj. v době, kdy jsou stromy a keře v květu. Snáší 1 až 2 vejce, která patří k nejmenším na světě – co do velikosti se totiž nevyrovnají ani kávovému zrnu. Kalypty na vejcích sedí 14–23 dní, mladí ptáci opouštějí hnízdo po 18–38 dnech a samičky snáší svá první vejce po 1 roce života.